# Die Vergesslichkeit der Eichhörnchen
Die Vergesslichkeit der Eichhörnchen ist ein 2021 erschienenes Filmdrama von Nadine Heinze und Marc Dietschreit.

## Handlung
Die junge Marija reist aus der Ukraine nach Deutschland, um den demenzkranken Curt rund um die Uhr zu pflegen. Im Fernbus lernt sie die lebenslustige Anna kennen, die für dieselbe Agentur arbeitet. Marija wird von Curts Tochter Almut eingewiesen, die Wert auf straffe Disziplin legt, Marija sehr herablassend behandelt und ihr kein Eigenleben mehr zugesteht – selbst für Videotelefonate mit ihrem fünfjährigen Sohn, den sie daheim bei der Oma zurückgelassen hat, muss Marija ins Internetcafé.
Curt, zunächst sehr ablehnend, lässt sich auf Marija ein und hält sie bald für seine längst verstorbene Ehefrau, während er Almut wie eine Fremde behandelt. Eifersüchtig gibt Almut Marija die Schuld an dieser Entwicklung. Als die fürsorgliche Marija auch noch herausfindet, dass Curt an Diabetes leidet, fasst Almut das als persönlichen Angriff auf und verlässt wütend die Wohnung. Marija kann sie danach tagelang nicht erreichen. Da Einkäufe gemacht werden müssen, ruft sie Almuts Bruder Philipp an, der ihr mitteilt, dass Almut bei einem Verkehrsunfall schwerst verletzt wurde.
Der selbstsüchtige Philipp hat zu seiner Familie eigentlich keinen Kontakt mehr, findet jedoch sofort Gefallen an Marija und setzt sie zunehmend unter Druck, bei ihm zu bleiben. Während Curt neu auflebt und Marija sich in der Rolle seiner Ehefrau zu gefallen beginnt, wird Philipp immer rücksichtsloser, so unterschlägt er etwa ein Geburtstagspaket an Marijas Sohn. Als er sie schließlich vertraglich dazu zwingen will, auch noch Almut mit zu pflegen, wenn sie nicht in eine Beziehung einwilligt, und sie dann sogar körperlich bedrängt, vergiftet sie ihn mit einer Insulininjektion und ruft dann ihre Freundin Anna an. Sie fesseln Philipp und beschließen, wieder in ihre Heimat zurückzukehren, zumal Marija erfahren hat, dass ihr Sohn wegen ihrer Abwesenheit Aggressionen entwickelt. Marija bereitet Curt noch ein schönes Weihnachtsfest, worauf er großen Wert gelegt hat, dann fahren beide Frauen in Philipps Porsche davon und überlassen die Familie ihrem Schicksal.

### Titel
Curt, ehemaliger Jäger, beobachtet immer wieder Eichhörnchen durchs Terrassenfenster und sinniert darüber, wie ihre vergessenen Wintervorräte zur Verbreitung von Bäumen beitragen.

## Rezeption

### Kritiken
Der Film wird durchgehend positiv aufgenommen. So vergibt Peter Gutting in film-rezensionen.de 8 von 10 Punkten: Der Film sei „nicht das erwartete Sozialdrama. Vielmehr handelt es sich um eine gut gespielte, unterhaltsame Tragikomödie mit märchenhaft skurrilen Zügen.“ Dass der Film sich nicht auf ein Genre festlegen lasse, gefällt auch Ulrich Sonnenschein auf epd film: „In ihrem einfühlsamen Kinodebüt haben Nadine Heinze und Marc Dietschreit ein wunderbares Kammerspiel inszeniert, das Ernst und Komik derart radikal verbindet, dass man sich kaum noch fragt, was den beiden eigentlich wichtiger war.“ Und cinema lobt: „Mit hintergründigem Humor und bitterer Komik sezieren Nadine Heinze und Marc Dietschreit die Abgründe einer dysfunktionalen Familie. […] Den glänzend aufgelegten Darstellern gelingt es mühelos, die kleineren Schwächen des Drehbuchs zu überspielen“.